# Alice Barbosa
Alice Barbosa é um bairro da região norte do município brasileiro de Goiânia.
O bairro situa-se nas imediações da rodovia que liga Goiânia ao município de Nova Veneza. Fundado nos anos 2000, o Alice Barbosa faz divisa com o Campus Samambaia da Universidade Federal de Goiás (UFG) e, além de estudantes universitários, moradores comuns residem no local.
Segundo dados do Instituto Brasileiro de Geografia e Estatística (IBGE), divulgados pela prefeitura, no Censo 2010 a população do Alice Barbosa era de 994 pessoas.